# 哈米德·卡鲁伊
哈米德·卡鲁伊（阿拉伯语：‎，1927年12月30日—2020年3月27日），突尼斯政治人物，前總理。

## 生平
1927年生于苏塞。15岁加入新宪政党。1946年中学毕业后赴法国巴黎大学医学院学习，专修胸腔醫學，获医学博士学位。期间积极参加学生运动，争取突尼斯的独立。1957年回国后，任苏塞医院主任医师。
1957年至1988年，任社会主义宪政党苏塞委员会负责人。1957年至1972年，苏塞市议会议员。1985年任苏塞市长。1981年至1989年担任国会众议院议员。1983年至1986年，担任国会众议院副议长。1977年，当选为社会主义宪政党中央委员会委员。1983年至1986年，任该党副主席。1987年10月至1988年8月，任社会主义宪政党党部主任（1988年2月改称憲政民主聯盟）。1988年7月至1989年9月，任突尼斯司法部长。1989年9月至1999年11月，任突尼西亞總理。2001年1月至2008年9月，任憲政民主聯盟第一副主席。
2011年，受茉莉花革命影响，憲政民主聯盟解散。2013年，他领导成立宪政运动党，2016年改称自由宪政党。
2020年3月27日逝世，终年92岁。